# 132gy busz (Budapest, 2003–2006)
A budapesti 132-es (gyors 132-es) jelzésű autóbusz Kőbánya, városközpont és Árpád híd, metróállomás között közlekedett. A járatot a Budapesti Közlekedési Zrt. üzemeltette.

## Története
2003. június 16-án új gyorsjáratot indítottak Kőbánya, városközpont és az Árpád híd, metróállomás között 132-es jelzéssel. Útvonala többnyire megegyezett a 2002-ben megszűnt 32-es buszéval, de az új járat több megállóban állt meg. 2006. szeptember 29-én megszűnt, szerepét részben a vele párhuzamosan haladó 3-as és 62-es villamosok, részben a 32-es buszok vették át.

## Útvonala
| Árpád híd, metróállomás felé | Kőbánya, városközpont felé |
| --- | --- |
| Kőbánya, városközpont vá. – Korponai utca – Liget utca – Bánya utca – Szent László tér – Kőrösi Csoma Sándor út – Élessarok – Fehér út – Nagy Lajos király útja – Ógyalla utca – M3-as bevezető út – Hungária körút – Felüljáró – Reitter Ferenc utca – Szegedi út – Gömb utca – Pap Károly utca – Róbert Károly körút – Árpád híd, metróállomás vá. | Árpád híd, metróállomás vá. – Váci út – Petneházy utca – Béke utca – Szegedi út – Reitter Ferenc utca – Mór utca – Szent László út – Vágány utca – Felüljáró – Hungária körút – Kacsóh Pongrác út – Nagy Lajos király útja – Fehér út – Élessarok – Kőrösi Csoma Sándor út – Kőbánya, városközpont vá. |

## Megállóhelyei
| 0  | Kőbánya, városközpont végállomás             | 32 | 9, 17, 17, 51, 62, 95, 117, 151, 185 3, 28, 62 Kőbánya alsó                                                                         |
| 1  | Halom utca                                   | ∫  | 62 |
| 2  | Szent László tér                             | 31 | 9, 17, 62, 185 3, 28, 62 |
| 4  | Harmat utca (↓) Ónodi utca (↑)               | 29 | 62, 85, 185 3, 28, 62 |
| 5  | Élessarok                                    | 28 | 61, 61, 62, 85, 168 3, 28, 37, 37A, 62                                                                                              |
| 7  | Sörgyár                                      | ∫  | 61, 61, 62, 85, 168 3, 28, 37, 37A, 62                                                                                              |
| 11 | Örs vezér tere, Zugló (↓) Örs vezér tere (↑) | 23 | Gödöllői és csömöri HÉV 31, 32, 44, 44A, 45, 61, 61, 61E, 67, 76, 77, 85, 85, 131, 144, 144, 168, 176, Expo, Rákoskert 3, 62 81, 82 |
| 15 | Egressy út                                   | 19 | 32 3, 62 77 |
| 18 | Bosnyák tér                                  | 16 | 7, 7, 24, 32, 70, 73, 77, 173, Pólus 3, 62                                                                                          |
| 20 | Erzsébet királyné útja                       | 14 | 32, 67V 3, 62, 69 |
| 21 | Kassai tér                                   | 12 | 25, 25, 25A, 32 74, 74A |
| 24 | Kacsóh Pongrác út (↓) Amerikai út (↑)        | 11 | Millenniumi Földalatti Vasút 25, 25, 25A, 32 74, 74A                                                                                |
| 26 | Reitter Ferenc utca                          | ∫  | 32 1, 1A |
| ∫  | Róbert Károly körút                          | 8  | 4, 20, 30, 32 1, 1A |
| 28 | Szegedi út                                   | ∫  | 20, 30, 32 |
| 29 | Béke tér                                     | 5  | 4, 4, 32 14 |
| 31 | Hajdú utca                                   | ∫  | 32 |
| ∫  | Pap Károly utca                              | 2  | 32, 120 |
| 32 | Árpád híd, metróállomás végállomás           | 0  | 26, 32, 106, 120, 133 1, 1A |